# Szipkowo
Szipkowo – wieś w Bułgarii, w obwodzie Łowecz, w gminie Trojan.